# چری ای۱۳
چری ای۱۳ (به انگلیسی: Chery A13) که در ایران با نام ام‌وی‌ام ۳۱۵ عرضه می‌شود یک ماشین هاچ بک کراس ساخته‌شده توسط کارخانهٔ چری اتومبیل چین است.
این خودرو از سال ۱۳۹۱ توسط شرکت مدیران خودرو در ایران مونتاژ می‌شود. موتور این خودرو یک موتور ۱۶ سوپاپ ۱۵۰۰ سی سی با ۱٠۹ اسب بخار قدرت و ۱۴٠نیوتون متر گشتاور  مصرف سوخت ۶ لیتر در ۱۰۰ کیلومتر است.
موتور این خودرو ۴سیلندر است و از تکنولوژی VVT با استاندارد آلایندگی یورو ۵ استفاده میکند این خودرو از سازمان اسپانیاییApplus+ IDIADA تایید ایمنی دریافت کرده  همچنین از سال 2011 در اوکراین توسط شرکت محلی AvtoZAZ با نام ZAZ Forza تولید می شود.در مجموع 4138 دستگاه در سال 2011، 2853 دستگاه در سال 2012، و 1447 دستگاه در سال 2013 تولید شد اتومبیل های مونتاژ شده در اوکراین در روسیه به عنوان Chery Very (هاچ بک) و Chery Bonus (liftback) فروخته می شوند.
آیا پس از توقف مونتاژ این خودرو، ایرانیان برای خرید لوازم یدکی ام وی ام با مشکل مواجه خواهند شد؟
این سوالی است که پس از توقف تولید و یا همان مونتاژ این محصول در ایران، ممکن است نگرانی‌هایی برای خریداران ماشین دست دوم ام وی ام 315 ایجاد کند، اما واقعیت این است که خیابان چراغ برق تهران بهترین مکان برای خرید لوازم یدکی ام وی ام 315 بشمار میرود.

## نگارخانه

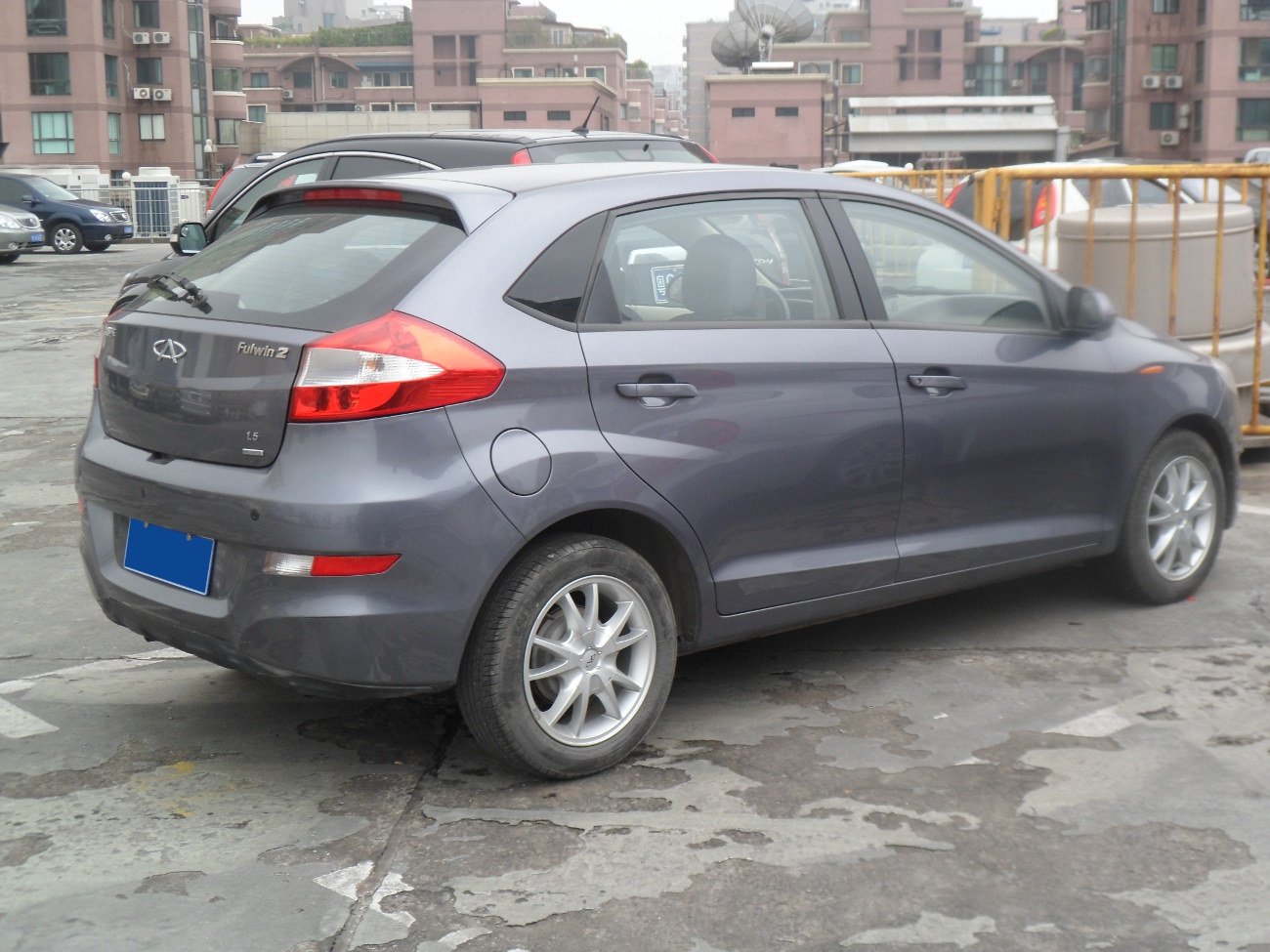
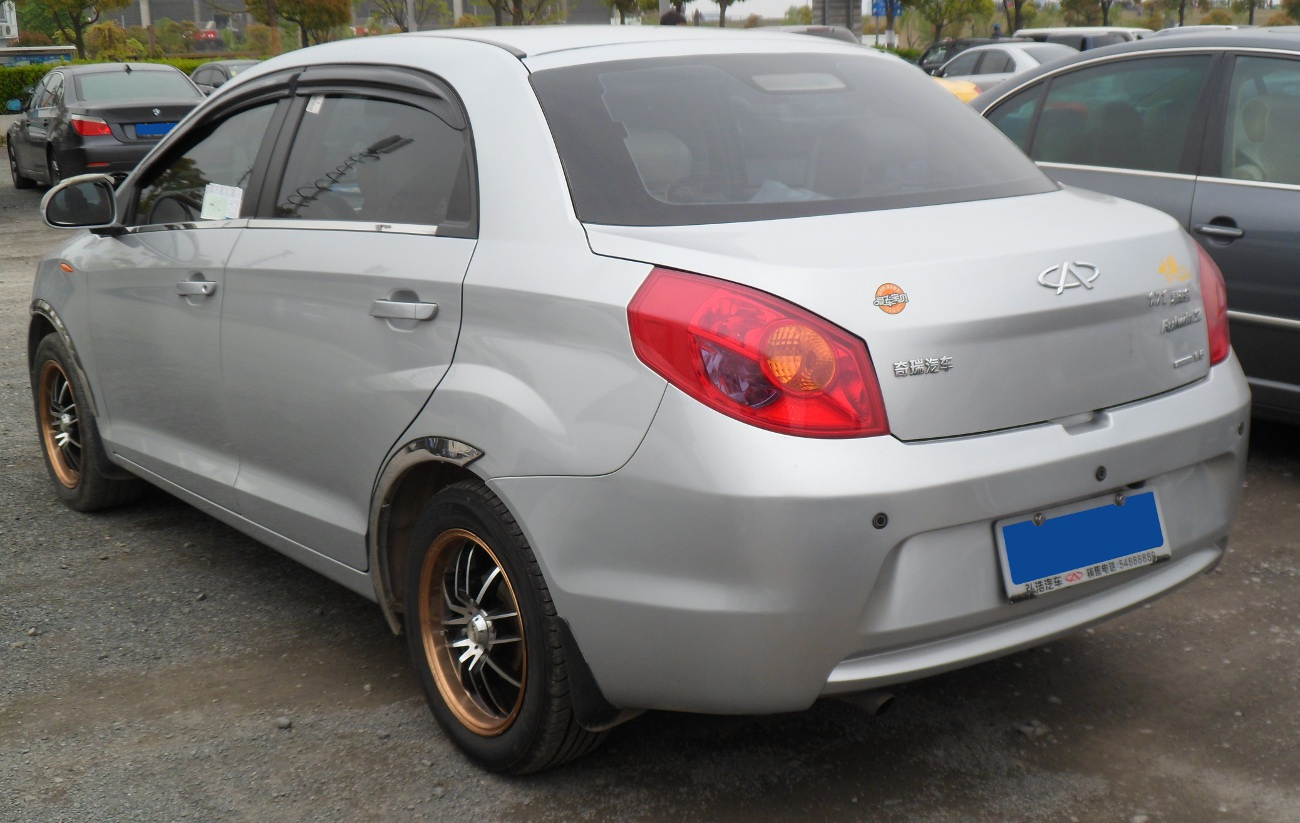
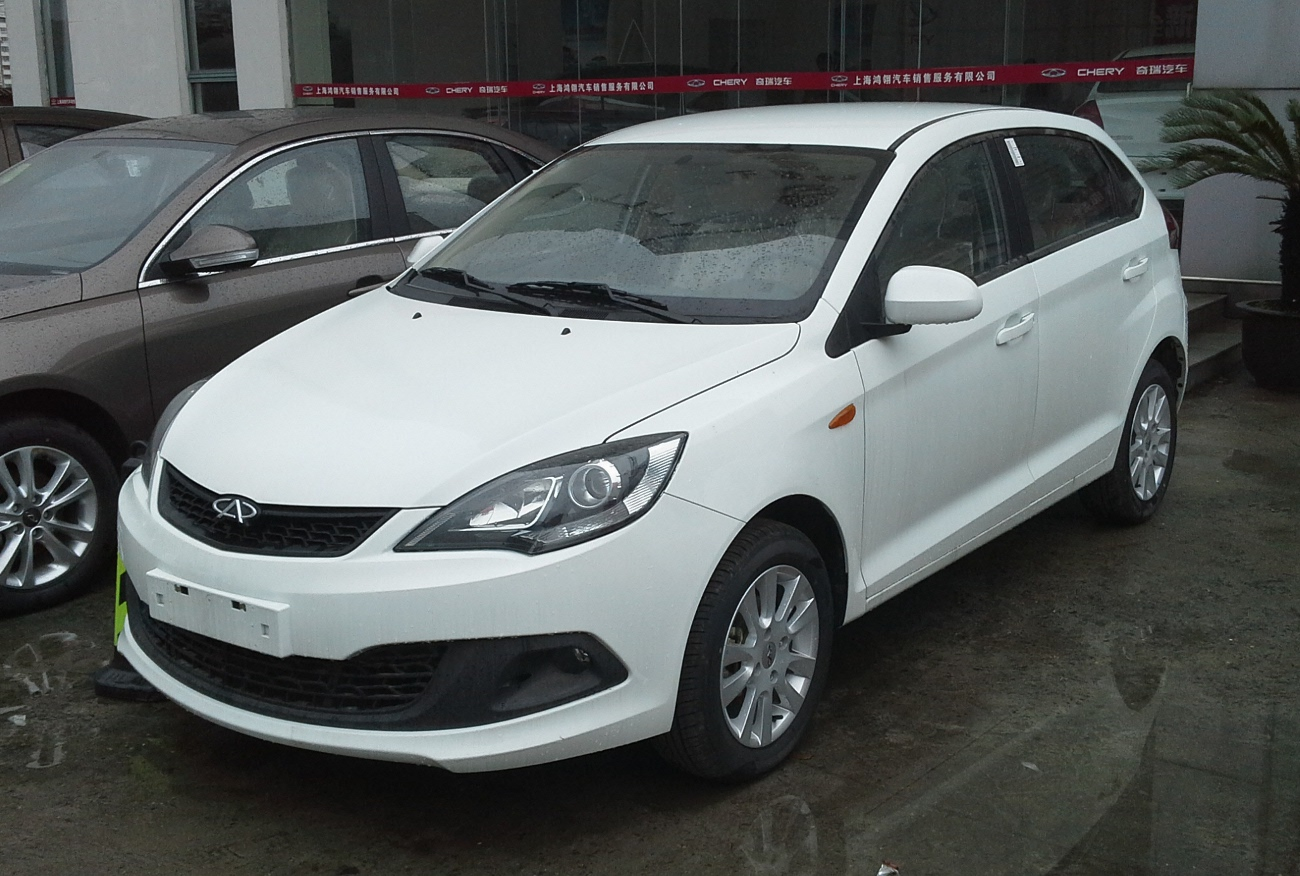